# Moneda de 25 centavos de Estados Unidos
La moneda de 25 centavos de dólar (quarter o cuarto de dólar; vulgarmente referida como cora en El Salvador) es una denominación que actualmente circula en Estados Unidos desde 1796.

## Características
- Diámetro: 24,26 mm
- Espesor de: 1.75 mm.
- Peso: 5,67
- Material: Cobre+Níquel
- Canto: estriado

El reverso de las monedas acuñadas hasta 1998 tiene como diseño un águila calva, (no tiene relación con el diseño del anverso del Gran Sello de los Estados Unidos), el nombre del país, el lema tradicional (E Pluribus Unum) y el valor facial. En el anverso se puede destacar la palabra que contienen todas las monedas de Dólar estadounidense liberty, el lema oficial (In God We Trust), un retrato del primer presidente de los Estados Unidos George Washington y el año en el que se ha fabricado la moneda.
Desde 1999 se acuñan monedas con varios diseños en su anverso (cinco por cada año) y con una variación en reverso con el retrato de Washington a cuyos costados se incluyen la mencionada palabra liberty, el lema oficial, el nombre del país y el valor facial.
A partir de 2021, la moneda de 25 centavos de dólar se añade un nuevo diseño en el reverso, con el lema Crossing the Delaware, haciendo referencia al cruce de Delaware, y a finales del 2022, tendrá en el anverso a la figura de la activista norteamericana Maya Angelou.